# Arrondissement du Haut-Taunus (1867-1972)
L'arrondissement du Haut-Taunus est jusqu'en 1972 un arrondissement de la province de Hesse-Nassau puis de l'État de Hesse avec comme siège de l'arrondissement Bad Homburg vor der Höhe. L'ancienne zone de l'arrondissement appartient maintenant principalement au nouveau arrondissement du Haut-Taunus.

## Géographie
Au début de 1972, l'arrondissement borde, en partant du nord-ouest dans le sens des aiguilles d'une montre, les arrondissements d'Usingen et de Friedberg (de), la ville indépendante de Francfort-sur-le-Main et l'arrondissement de Main-Taunus.

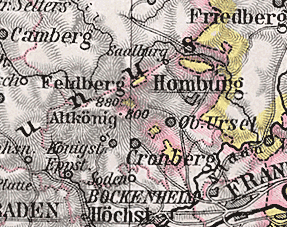
Arrondissement du Haut-Taunus, 1905

## Histoire

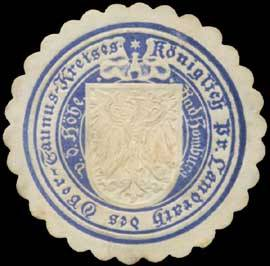
Marque de sceau Administrateur de l'arrondissement du Haut-Taunus

L'arrondissement est créé par un décret royal du 22 février 1867, après l'intégration de l'électorat de Hesse, le duché de Nassau et le landgraviat de Hesse-Hombourg dans le royaume de Prusse.
Le nouveau arrondissement comprend les anciens bureaux de Nassau de Königstein (de) et Usingen (de) ainsi que le bureau d'Hombourg (de), qui constitue le noyau du landgraviat. La ville de Hombourg (depuis 1912 Bad Homburg vor der Höhe) devint le siège de l'administration de l'arrondissement. Le territoire de 544,80 km2 avec ses 82 communes se situe de part et d'autre de la crête du Taunus et est affecté au district de Wiesbaden dans la nouvelle province de Hesse-Nassau.
Selon le nouveau règlement d'arrondissement de la province de Hesse-Nassau du 1er avril 1886, 48 communes au nord de la crête de la montagne sont transférés dans le nouveau arrondissement d'Usingen. Dans l'arrondissement du Haut-Taunus, 34 communes sont restées sur une superficie de 224,54 km2.
À peine trois décennies plus tard, après la fin de la Première Guerre mondiale, l'occupation de la « tête de pont de Mayence » par les troupes françaises entraîne une division de l'administration. Dans la région de Königstein, l'arrondissement de Königstein (de) est créé, qui comprend environ les deux tiers de l'arrondissement d'Obertaunus. Après le départ de l'occupant, une réorganisation des arrondissements de la région Rhin-Main est effectuée le 1er octobre 1928. Sur les 22 communes de l'arrondissement dissous de Königstein, neuf sont restées dans l'arrondissement du Haut-Taunus, tandis que treize communes sont ajoutées au nouveau arrondissement de Main-Taunus. 
Dans le cadre d'une réforme administrative prussienne, le 1er octobre 1932, l'arrondissement d'Usingen retourne temporairement pour un an dans l'arrondissement du Haut-Taunus. Sur la base d'une promesse électorale du NSDAP, l'arrondissement d'Usingen retrouve son indépendance le 1er octobre 1933 après la prise de pouvoir par les nationaux-socialistes.
Après la fin de la Seconde Guerre mondiale en 1945, l'intégration provisoire en 1945 et définitive le 1er avril 1947 de la commune de Steinbach (Taunus), qui était jusqu'alors une exclave de l'arrondissement d'Offenbach dans le sud de la Hesse, entraîne une augmentation du territoire de l'arrondissement. Jusqu'au début de la réforme territoriale de la Hesse, 18 communes font désormais partie de l'arrondissement du Haut-Taunus, dont les cinq villes de Bad Homburg, Friedrichsdorf, Königstein im Taunus, Kronberg im Taunus et Oberursel.  
Dans le cadre de la réforme territoriale en Hesse, le nombre de communes de l'arrondissement est réduit à 11 par une série de fusions jusqu'en juillet 1972. Le 31 décembre 1971, l'arrondissement du Haut-Taunus est agrandi par l'intégration de la commune d'Ober-Eschbach de l'arrondissement de Friedberg dans la ville de Bad Homburg.
Le 1er août 1972, l'arrondissement est intégré au nouveau arrondissement du Haut-Taunus, à l'exception de la commune de Kalbach, qui est rattachée à de la ville de Francfort. Le nouveau arrondissement du Haut-Taunus comprend également la majeure partie de l'arrondissement d'Usingen, les communes d'Ober-Erlenbach et Burgholzhausen vor der Höhe de l'arrondissement de Friedberg, les communes de Glashütten et Reifenberg de l'arrondissement de Main-Taunus et la commune d'Hasselbach de l'arrondissement de Limbourg (de). Parallèlement, d'autres communes fusionnent le 1er août 1972.

## Évolution de la démographie
| Année | Habitants | Source |
| ----- | --------- | ------ |
| 1871  | 0 52 961  | [ 4 ]  |
| 1900  | 0 44 349  | [ 5 ]  |
| 1910  | 0 54 036  | [ 5 ]  |
| 1925  | 0 61 237  | [ 5 ]  |
| 1933  | 0 50 821  | [ 5 ]  |
| 1939  | 0 53 021  | [ 5 ]  |
| 1950  | 0 81 803  | [ 5 ]  |
| 1960  | 101 700   | [ 5 ]  |
| 1970  | 129 000   | [ 6 ]  |
| 1971  | 139 300   | [ 7 ]  |

## Politique

### Administrateurs de l'arrondissement
| De   | À    | Nom                          |
| ---- | ---- | ---------------------------- |
| 1867 | 1868 | Constantin von Briesen       |
| 1868 | 1876 | Wilhelm von König (de)       |
| 1876 | 1877 | Constantin von Briesen       |
| 1877 | 1883 | Leonhard von Massenbach (de) |
| 1883 | 1894 | Bernhard von der Heydt       |
| 1894 | 1903 | Wilhelm von Meister (de)     |
| 1903 | 1904 | Gustav Ebbinghaus (de)       |
| 1904 | 1921 | Ernst von Marx (de)          |
| 1921 | 1933 | Egon van Erckelens (de)      |
| 1933 | 1945 | Wolfgang de Hesse            |
| 1945 | 1946 | Hermann Usinger (de)         |
| 1946 | 1948 | August Lüdge                 |
| 1948 | 1960 | Georg Eberlein (de)          |
| 1960 | 1972 | Werner Herr (de)             |

### Conseil de l'arrondissement et comité de l'arrondissement

#### Règlement de l'arrondissement de 1867
L'institution d'un conseil d'arrondissement fait partie de la constitution prussienne. Sa composition est réglée par le § 13 de l'"Ordonnance concernant la constitution des arrondissements dans la région du district de Wiesbaden". Selon cette disposition, le conseil de l'arrondissement se compose de six membres élus dans chacun des anciens bureaux, de l'administrateur de district et d'un représentant du trésor du domaine.
Le premier conseil d'arrondissement se réunit le 1er septembre 1868 à Bad Homburg.
| Bureau                                   | Membre                              | Origine          |
| ---------------------------------------- | ----------------------------------- | ---------------- |
| Hombourg                                 | Conseiller privé Heinrich Will (de) | Hombourg         |
| Hombourg                                 | Adjoint Deininger                   | Hombourg         |
| Hombourg                                 | Conseiller G.E. Menges              | Hombourg         |
| Hombourg                                 | Conseil municipal J.G. Schudt IV    | Hombourg         |
| Hombourg                                 | Maire Raab                          | Kirdorf          |
| Hombourg                                 | Maire Wolff                         | Selberg          |
| Königstein                               | Joseph Hilman                       | Ober Hochststadt |
| Königstein                               | Johann Jung                         | Kalbach          |
| Königstein                               | Maire Westenberger                  | Kalbach          |
| Königstein                               | Maire Wilhelm Fischer               | Koenigstein      |
| Königstein                               | Konrad Sachs                        | Epstein          |
| Königstein                               | Jacob Aumuller                      | Oberursel        |
| Usingen                                  | Maire Becker                        | Usingen          |
| Usingen                                  | Johann Schmidt                      | Hasselborn       |
| Usingen                                  | Guillaume Schmitt                   | Rod an der Weil  |
| Usingen                                  | Philippe Peter Müller               | Arnoldshain      |
| Usingen                                  | Maire Johann Peter Jaeger           | Wehrheim         |
| Usingen                                  | Peter Veidt                         | Cratzenbach      |
| Représentant de la trésorerie du domaine | Maître de location Thomae           | Usingen          |
| administrateur de district               | von König en tant que président     | Hombourg         |

#### Règlement de l'arrondissement de 1886
Le règlement communal prussien de 1886 donne naissance à l'institution du comité d'arrondissement. Le 13 mars 1886, le conseil d'arrondissement élit pour la première fois un comité d'arrondissement :
| Membre                                 | Origine    |
| -------------------------------------- | ---------- |
| Directeur de la police Eugen Schaffner | Hombourg   |
| Maître de location Karl Müller         | Hombourg   |
| Maître d'œuvre Louis Jacobi (de)       | Hombourg   |
| Maire Jakob Aumüller                   | Oberursel  |
| Propriétaire terrien Johann Jung       | Kalbach    |
| Marchand Adam Sittig                   | Königstein |

Le conseil de l'arrondissement lui-même est d'abord composé de 20 membres (à la fin du siècle, ce nombre est passé à 21, puis à 23). 10 d'entre eux sont issus de l'association électorale des villes (dont 5 pour la seule ville de Hombourg), 6 de l'association électorale des communes rurales et 4 de l'association électorale des grands propriétaires fonciers et des commerçants (ceux-ci doivent payer au moins 180 marks de taxe foncière ou 300 marks de taxe professionnelle). Les membres sont élus pour 6 ans. La moitié des membres est renouvelée tous les trois ans.

#### Conseil d'arrondissement après la Seconde Guerre mondiale
Après la Seconde Guerre mondiale, l'arrondissement du Haut-Taunus est un bastion du parti du SPD. Alors que la CDU ne devient le parti le plus fort qu'après les élections communales de Hesse en 1946 (de), le SPD est le parti le plus fort lors de toutes les élections suivantes.
| Année | SPD | CDU | FDP | KPD | GB/BHE | DP |
| ----- | --- | --- | --- | --- | ------ | -- |
| 1946  | 11  | 13  | 5   |     |        |    |
| 1948  | 11  | 11  | 9   | 2   |        |    |
| 1952  | 13  | 09  | 6   |     | 3      | 3  |
| 1956  | 16  | 11  | 5   |     | 2      | 2  |
| 1960  | 16  | 14  | 5   |     | 2      |    |
| 1964  | 20  | 16  | 4   |     |        |    |

#### Parlement communal
De 1866 jusqu'à la réforme administrative de 1885/86, 2 représentants de l'arrondissement siègent au parlement communal de Nassau. Après cela, des élections directes sont introduites. Les députés élus par le conseil de l'arrondissement et plus tard par la population sont :
| Nom                      | Mandat    |
| ------------------------ | --------- |
| Karl Schweighöfer        | 1868-1875 |
| Heinrich Will (de)       | 1868-1873 |
| Paul Baudevin            | 1875-1879 |
| Joseph Kopp              | 1877-1880 |
| Ludwig Stumpff (de)      | 1878-1885 |
| Georges Ernest Menges    | 1880-1882 |
| Jakob Aumüller (de)      | 1881-1890 |
| Carl Müller (de)         | 1884-1892 |
| George Jamin             | 1891-1906 |
| Bernhard von der Heydt   | 1879-1894 |
| Wilhelm von Meister (de) | 1894-1895 |
| Ernst von Marx (de)      | 1903-1918 |
| Oscar Zimmermann         | 1905-1916 |
| Josef Füller (de)        | 1907-1918 |

### Blason
En novembre 1950, le ministère d'État de Hesse accorde à l'arrondissement du Haut-Taunus le droit d'utiliser des armoiries. 

## Communes
La liste suivante contient toutes les communes qui appartenaient à l'arrondissement du Haut-Taunus après 1886, ainsi que les dates de toutes les incorporations et changements d'arrondissement.  
| Commune                         | incorporation                     | date d'incorporation                                      |
| ------------------------------- | --------------------------------- | --------------------------------------------------------- |
| Altenhain                       | à l'arrondissement de Main-Taunus | 1er octobre 1928                                          |
| Bad Homburg vor der Höhe, ville |                                   |                                                           |
| Bommersheim                     | Oberursel                         | 1er octobre 1929                                          |
| Dillingen                       | Friedrichsdorf                    | 1er avril 1916                                            |
| Dornholzhausen                  | Bad Homburg vor der Höhe          | 31 décembre 1971                                          |
| Ehlhalten                       | à l'arrondissement de Main-Taunus | 1er octobre 1928                                          |
| Eppenhain                       | à l'arrondissement de Main-Taunus | 1er octobre 1928                                          |
| Eppstein                        | à l'arrondissement de Main-Taunus | 1er octobre 1928                                          |
| Falkenstein                     | Königstein im Taunus              | 1er août 1972                                             |
| Fischbach                       | à l'arrondissement de Main-Taunus | 1er octobre 1928                                          |
| Friedrichsdorf, ville           |                                   |                                                           |
| Glashütten                      | à l'arrondissement de Main-Taunus | 1er octobre 1928                                          |
| Gonzenheim                      | Bad Homburg vor der Höhe          | 1er avril 1937                                            |
| Hornau                          | à l'arrondissement de Main-Taunus | 1er octobre 1928                                          |
| Kalbach                         | Francfort-sur-le-Main             | 1er août 1972                                             |
| Kelkheim                        | à l'arrondissement de Main-Taunus | 1er octobre 1928                                          |
| Kirdorf                         | Bad Homburg vor der Höhe          | 29 juin 1901                                              |
| Königstein im Taunus, ville     |                                   |                                                           |
| Köppern                         | Friedrichsdorf                    | 1er août 1972                                             |
| Kronberg im Taunus, ville       |                                   |                                                           |
| Mammolshain                     | Königstein im Taunus              | 1er août 1972                                             |
| Neuenhain                       | à l'arrondissement de Main-Taunus | 1er octobre 1928                                          |
| Niederhöchstadt                 | à l'arrondissement de Main-Taunus | 1er octobre 1928                                          |
| Oberhöchstadt                   | Kronberg im Taunus                | 1er avril 1972                                            |
| Oberstedten                     | Oberursel                         | 1er avril 1972                                            |
| Oberursel, ville                |                                   |                                                           |
| Ruppertshain                    | à l'arrondissement de Main-Taunus | 1er octobre 1928                                          |
| Schloßborn                      | à l'arrondissement de Main-Taunus | 1er octobre 1928                                          |
| Schneidhain                     | Königstein im Taunus              | 1er avril 1972                                            |
| Schönberg                       | Kronberg im Taunus                | 1er avril 1972                                            |
| Schwalbach am Taunus            | à l'arrondissement de Main-Taunus | 1er octobre 1928                                          |
| Seulberg                        | Friedrichsdorf                    | 1er août 1972                                             |
| Steinbach (Taunus)              |                                   | jusqu'au 1er avril 1947 dans l'arrondissement d'Offenbach |
| Stierstadt                      | Oberursel                         | 1er avril 1972                                            |
| Weißkirchen                     | Oberursel                         | 1er avril 1972                                            |

## Plaque d'immatriculation
Le 1er juillet 1956, lors de l'introduction des plaques d'immatriculation encore en vigueur aujourd'hui, le signe distinctif HG est attribué à l'arrondissement. Il est dérivé du chef-lieu de l'arrondissement Bad Homburg vor der Höhe. Il est toujours utilisé aujourd'hui dans le nouveau arrondissement du Haut-Taunus.